# Vestingcross

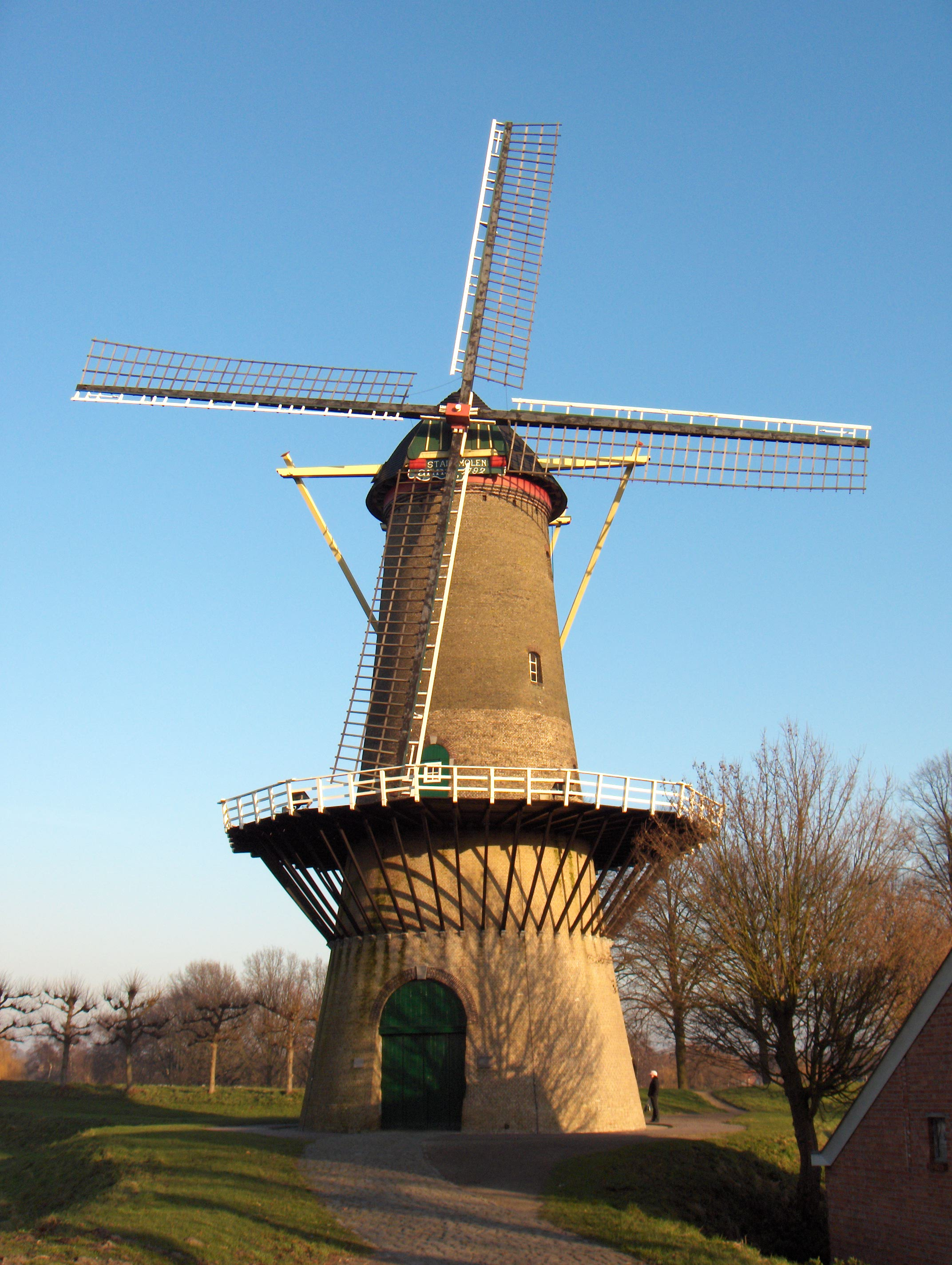
Das Erdgeschoss der Stadsmolen wird während des Rennens durchquert.

Der Vestingcross ist ein Cyclocrossrennen, das seit 2017 im niederländischen Hulst stattfindet.

## Geschichte
Das Rennen wurde erstmals im Februar 2017 ausgetragen. Es wird rund um die Festungswälle und Gräben der Stadtbefestigung ausgetragen. Zu den bekanntesten Merkmalen gehört die Durchquerung der auf dem Wall stehenden Stadtmühle sowie steile Abfahrten vom Wall zu den Gräben.
Erstmals war das Rennen in der Saison 2020/2021 Teil des UCI-Cyclocross-Weltcups und wurde auf Anfang Januar verlegt. Allerdings fand diese Austragung aufgrund der Corona-Pandemie nicht in Hulst selbst statt, sondern auf dem Perkpolder an der Westerschelde (⊙). In der Saison 2022/2023 wechselte der Termin in den November. 2023 und 2024 fand der Vestingcross in der Kerstperiode zwischen Weihnachten und Neujahr statt. Während des Männer-Rennens 2023 spuckte Mathieu van der Poel nach einer Gruppe Zuschauern, die ihn wiederholt mit Flüssigkeiten beworfen hatten. Er wurde nicht disqualifiziert, die Organisatoren kündigten vielmehr Maßnahmen an, die Fahrer in Zukunft besser zu schützen.
Hulst soll Austragungsort der Cyclocross-Weltmeisterschaften 2026 sein. Diese waren ursprünglich auf dem Perkpolder geplant, was von den Behörden aus Naturschutzgründen verweigert wurde. Um den erwarteten Besucherzahlen gerecht zu werden, wird der Parcours um ein zusätzliches Terrain außerhalb der Stadtbefestigungen erweitert.

## Siegerliste

### Frauen
- 2017:  Sanne Cant
- 2018:  Laura Verdonschot
- 2019:  Annemarie Worst[6]
- 2020:  Ceylin del Carmen Alvarado
- 2021:  Denise Betsema
- 2022 (Jan):  Lucinda Brand
- 2022 (Nov):  Puck Pieterse
- 2023:  Puck Pieterse
- 2024:  Marie Schreiber

### Männer
- 2017:  Mathieu van der Poel
- 2018:  Mathieu van der Poel
- 2019:  Mathieu van der Poel
- 2020:  Eli Iserbyt
- 2021:  Mathieu van der Poel
- 2022 (Jan):  Thomas Pidcock
- 2022 (Nov):  Mathieu van der Poel
- 2023:  Mathieu van der Poel
- 2024:  Niels Vandeputte